# Ranschbach
Ranschbach is een plaats in de Duitse deelstaat Rijnland-Palts, en maakt deel uit van de Landkreis Südliche Weinstraße.
Ranschbach telt 625 inwoners.

## Bestuur
De plaats is een Ortsgemeinde en maakt deel uit van de Verbandsgemeinde Landau-Land.

## Foto galerij

Ranschbach
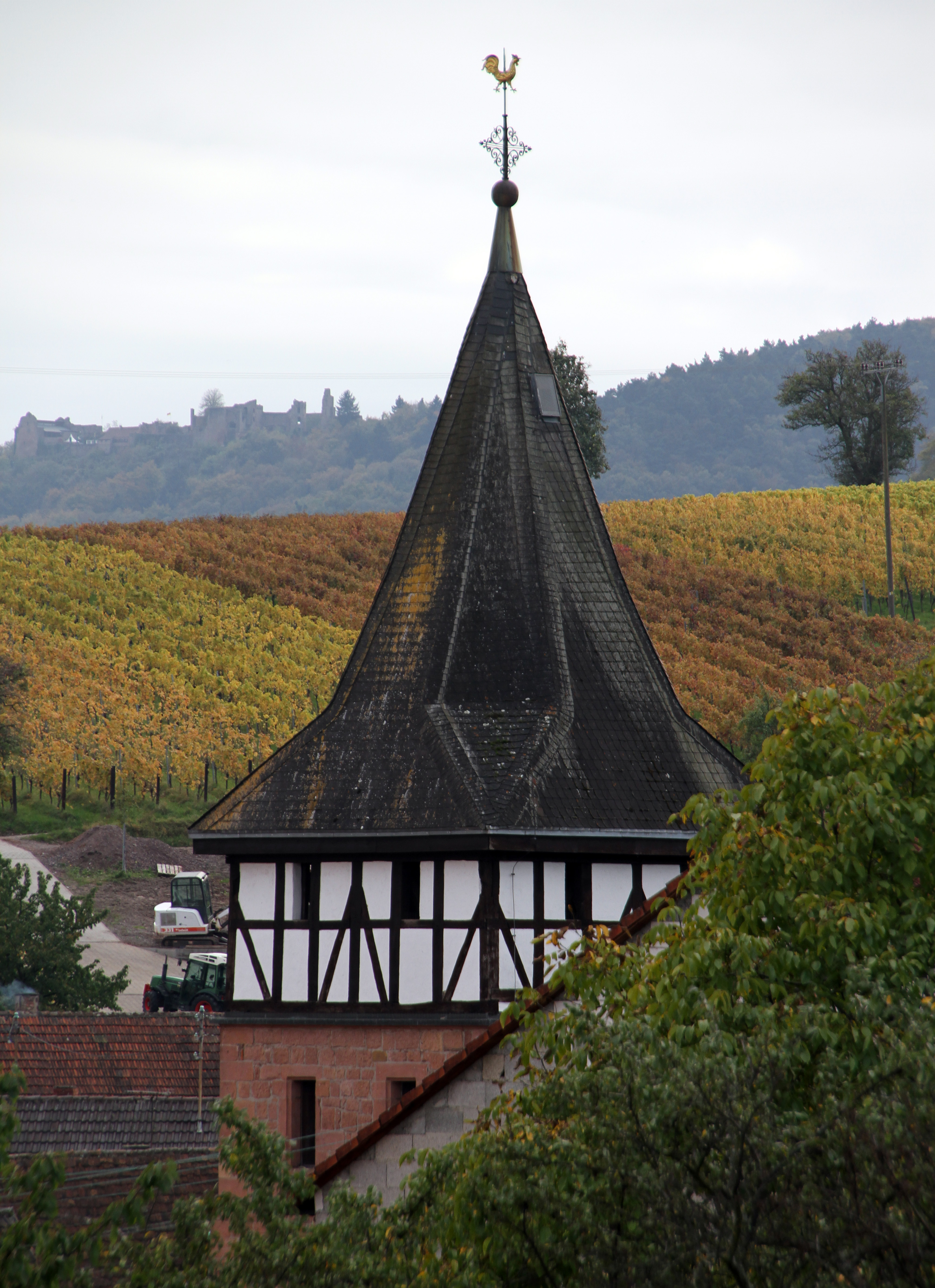
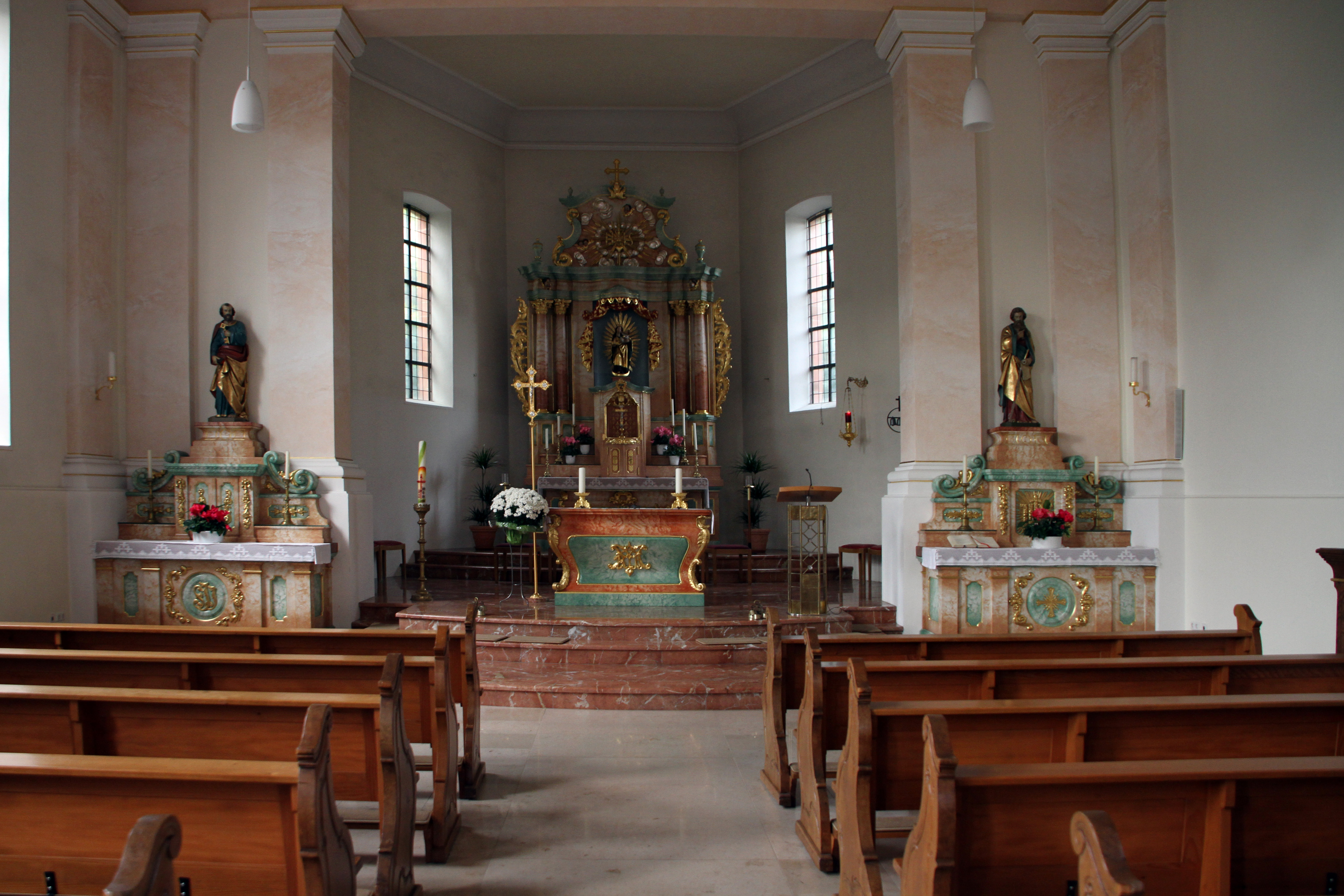
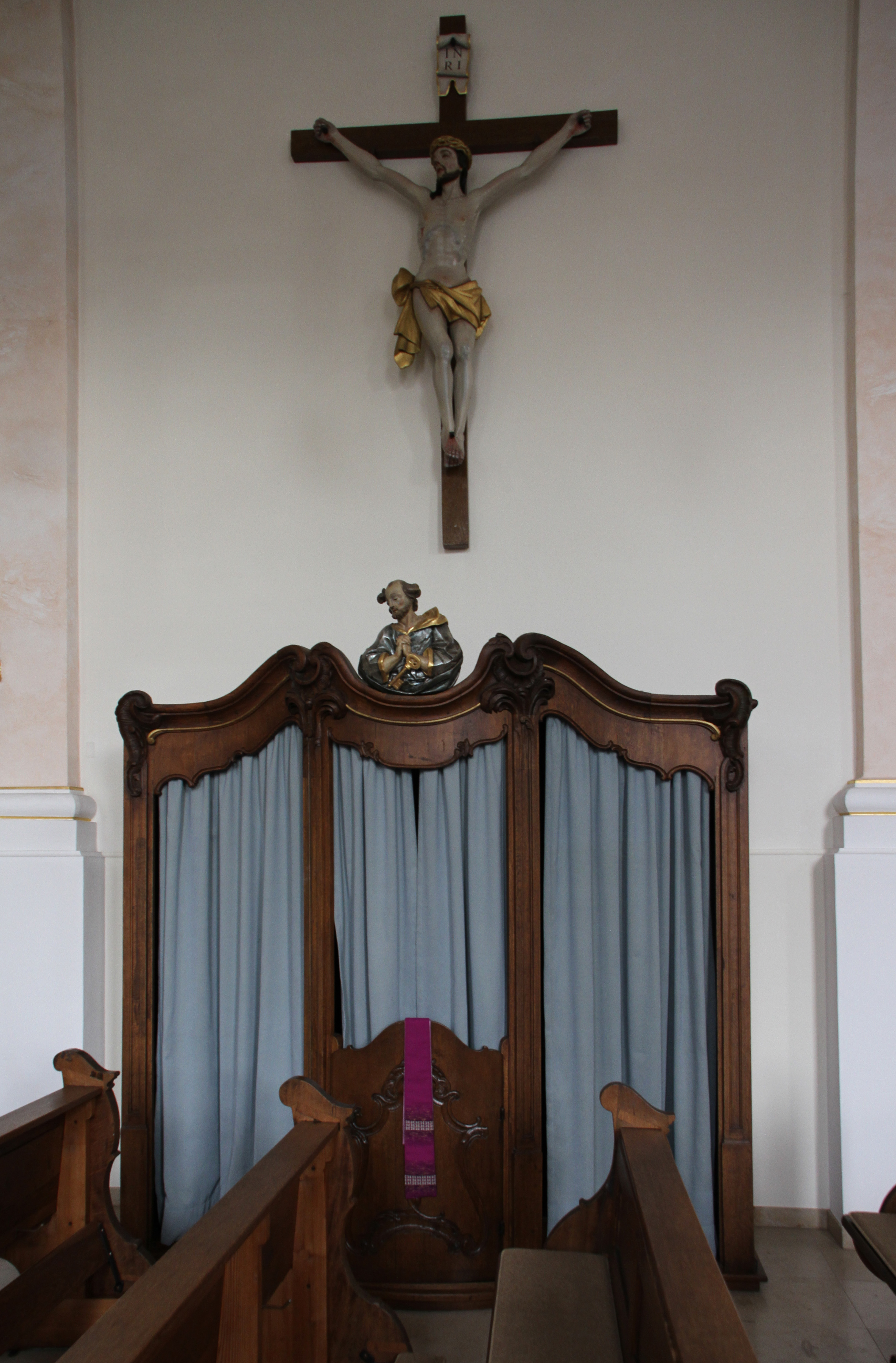
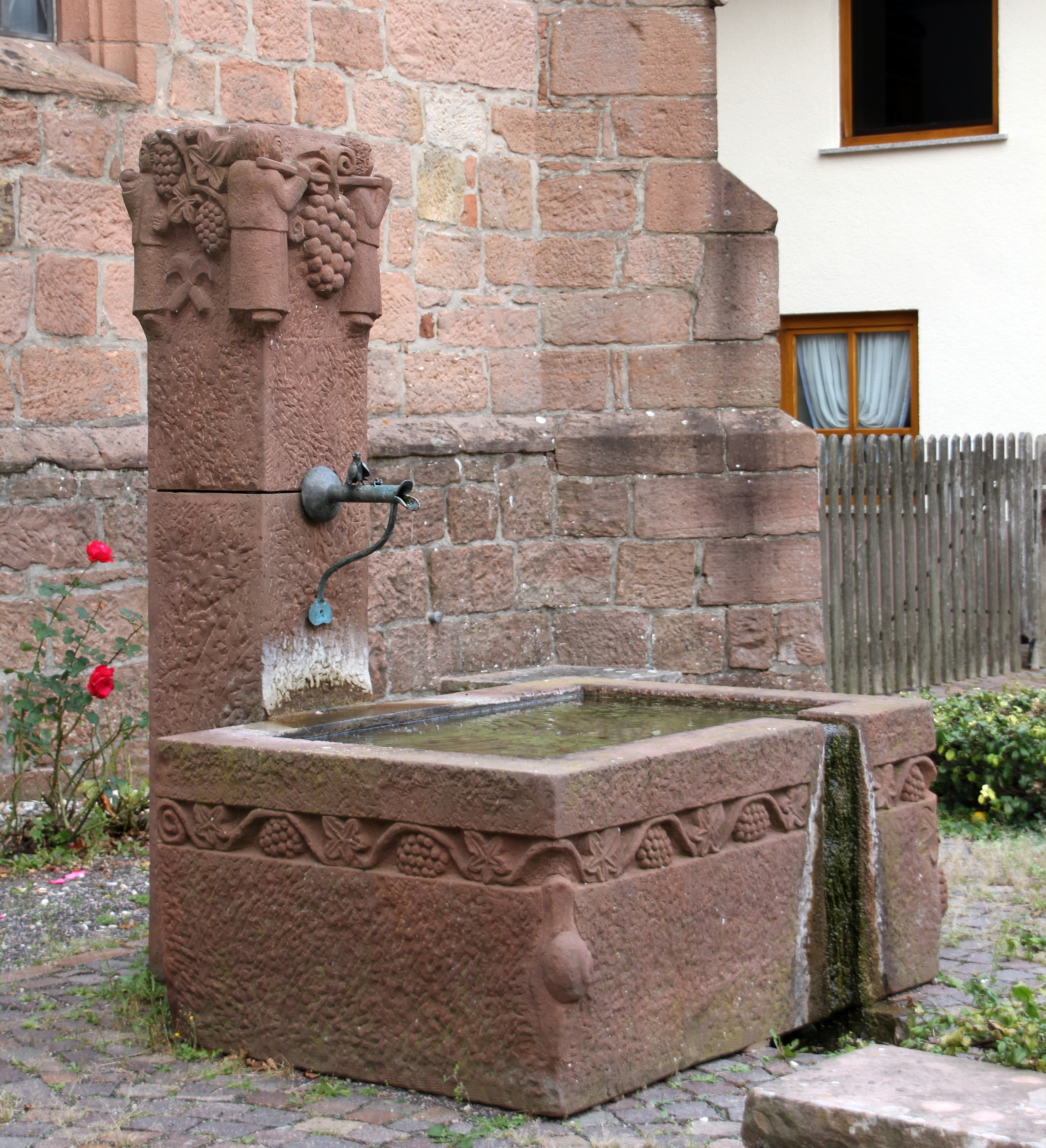
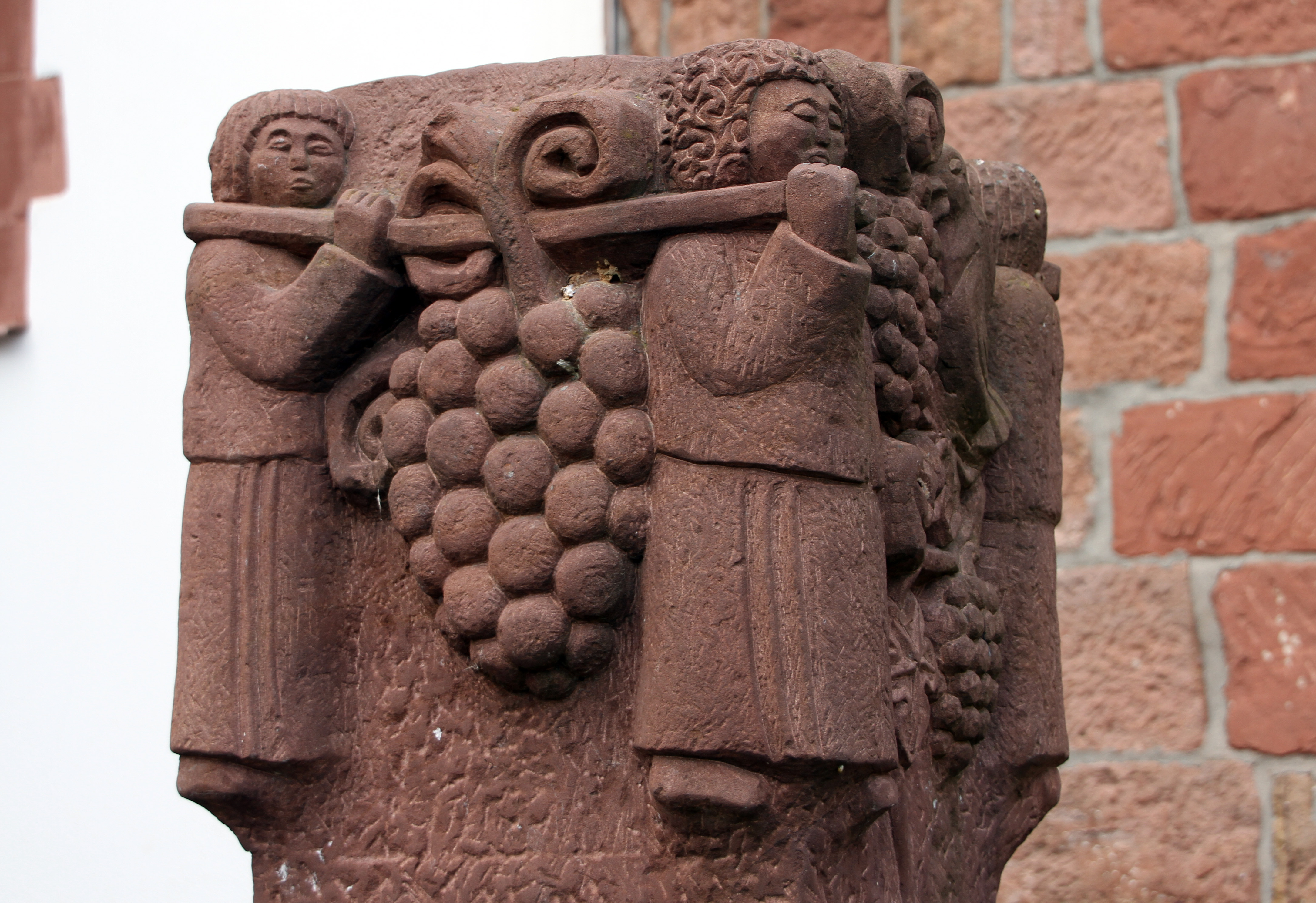
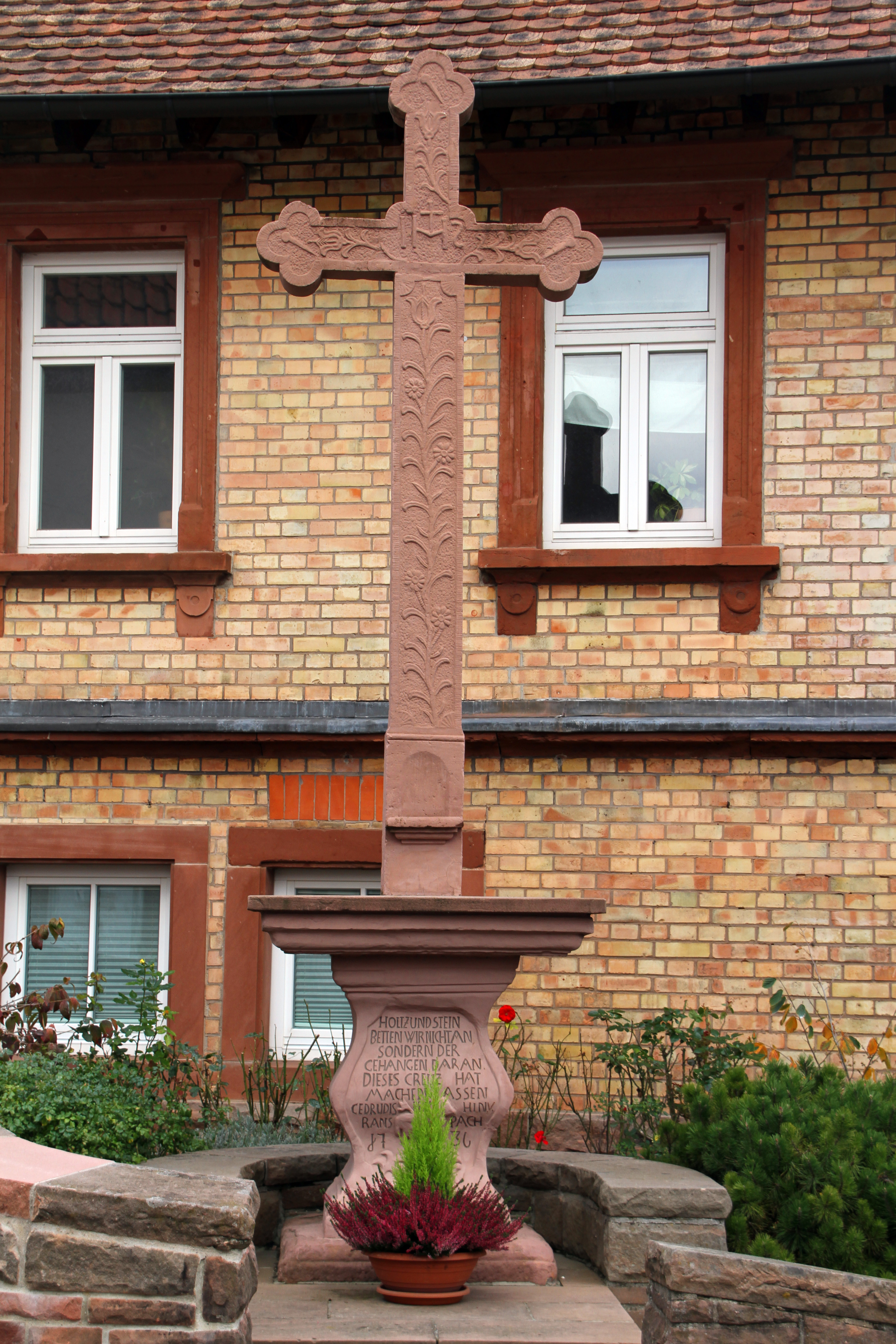
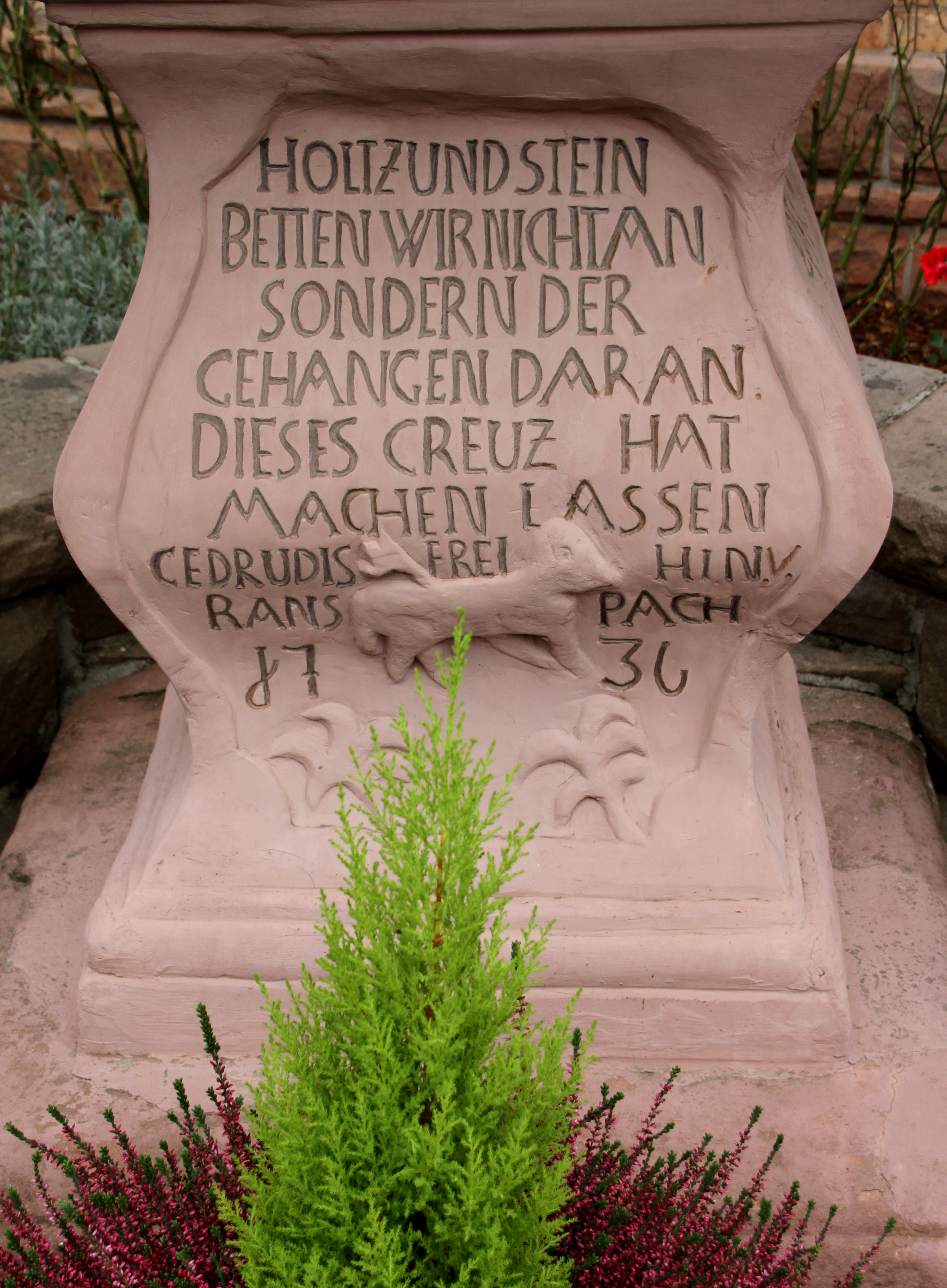
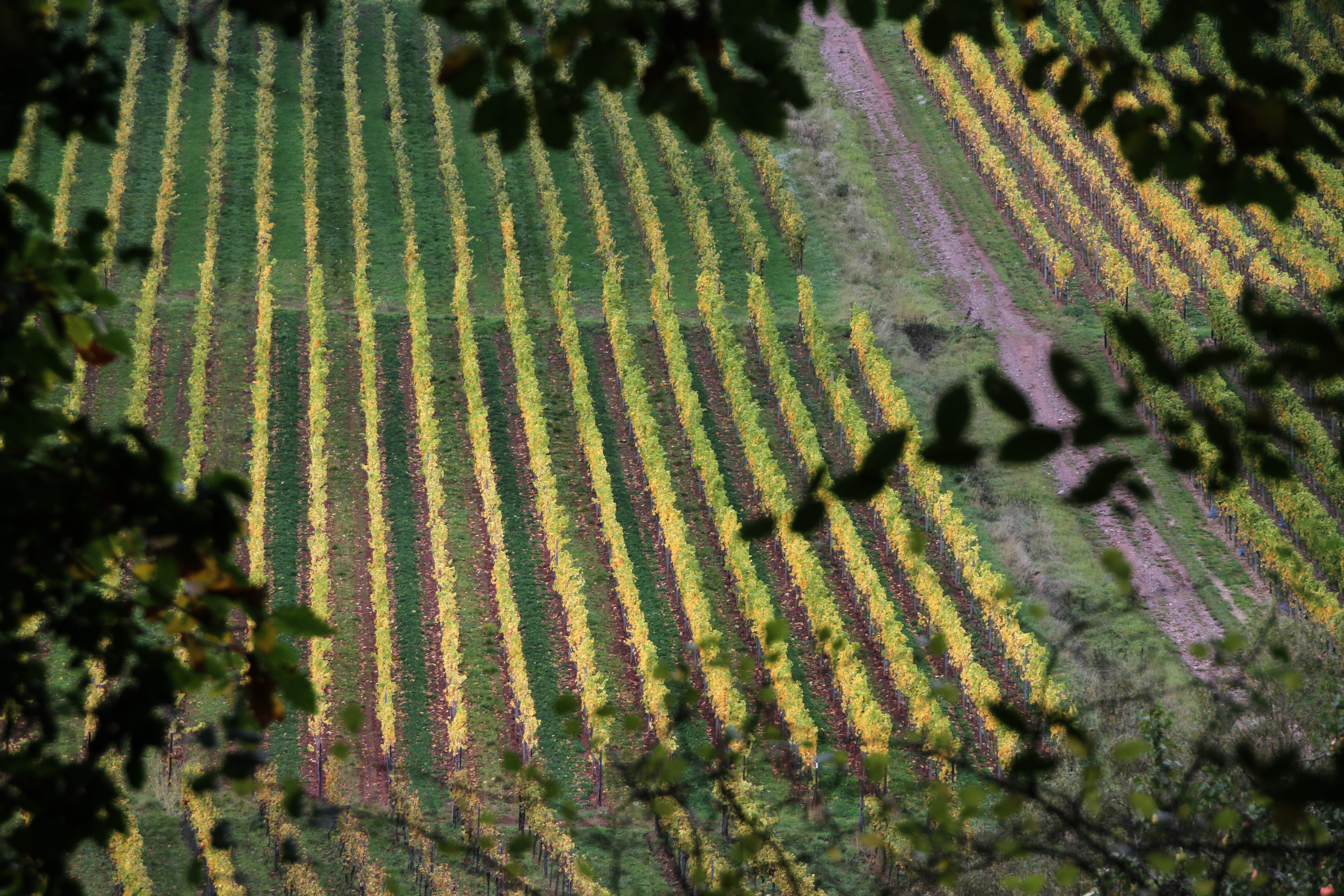
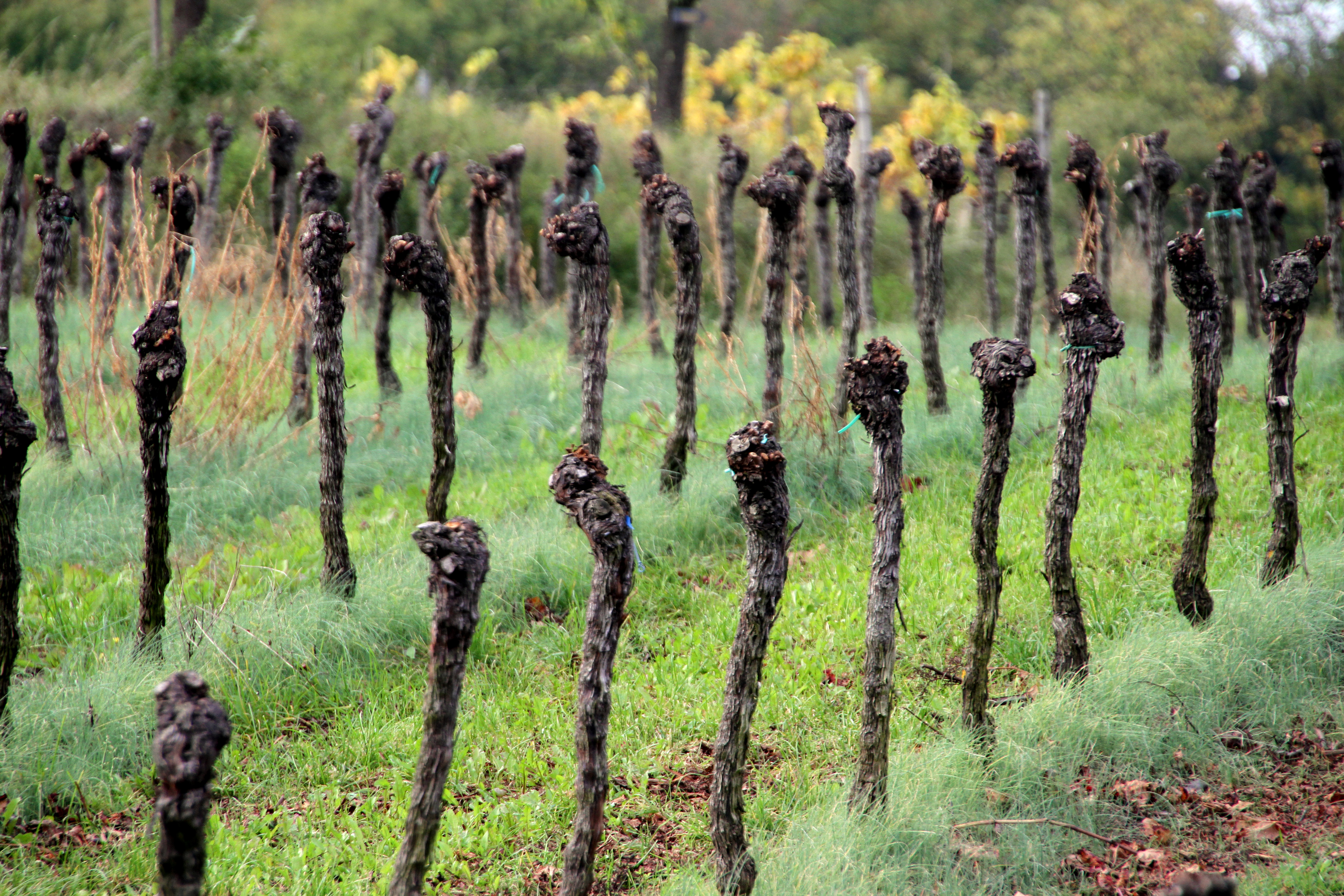
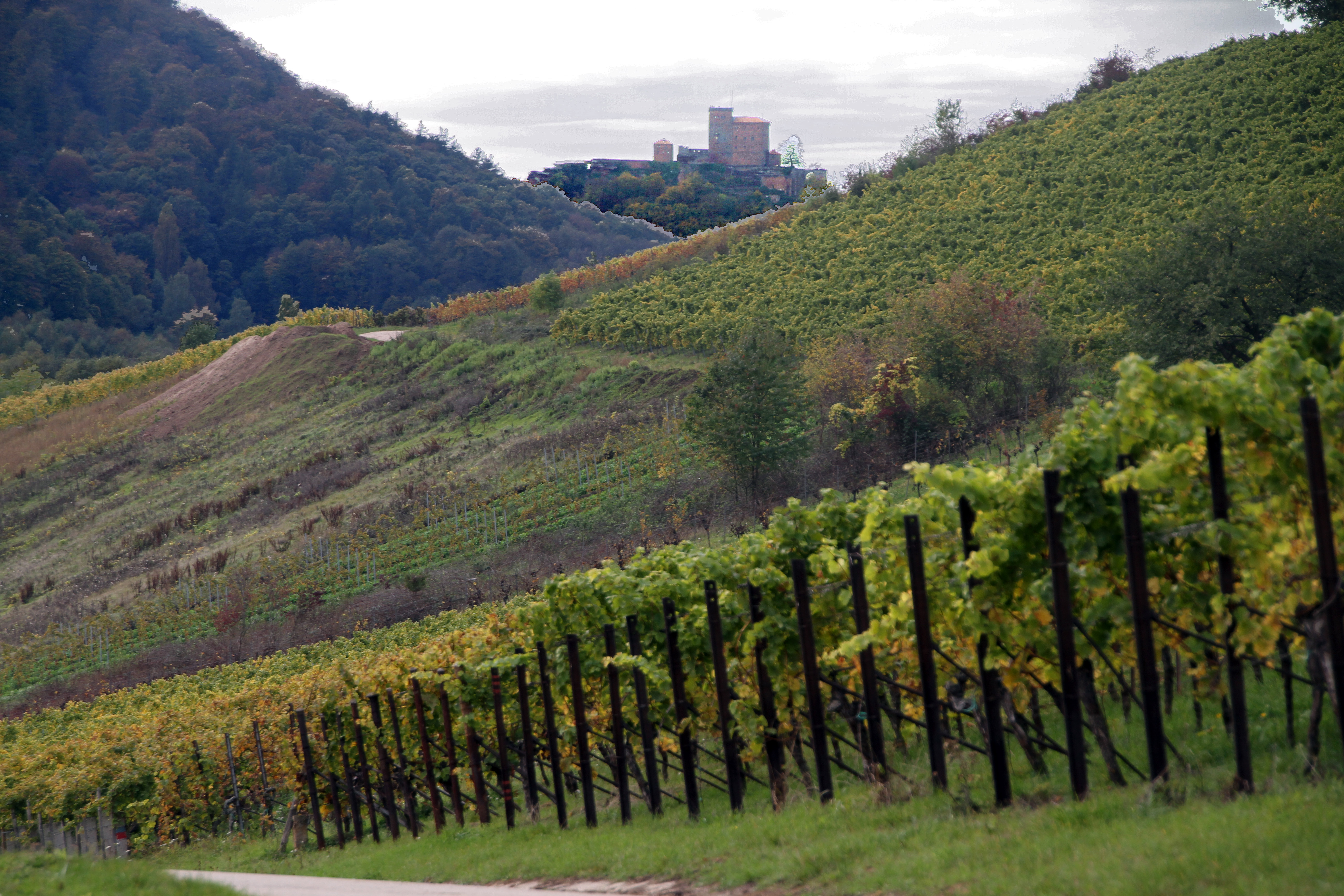